# Erlöserkirche (Straßburg)

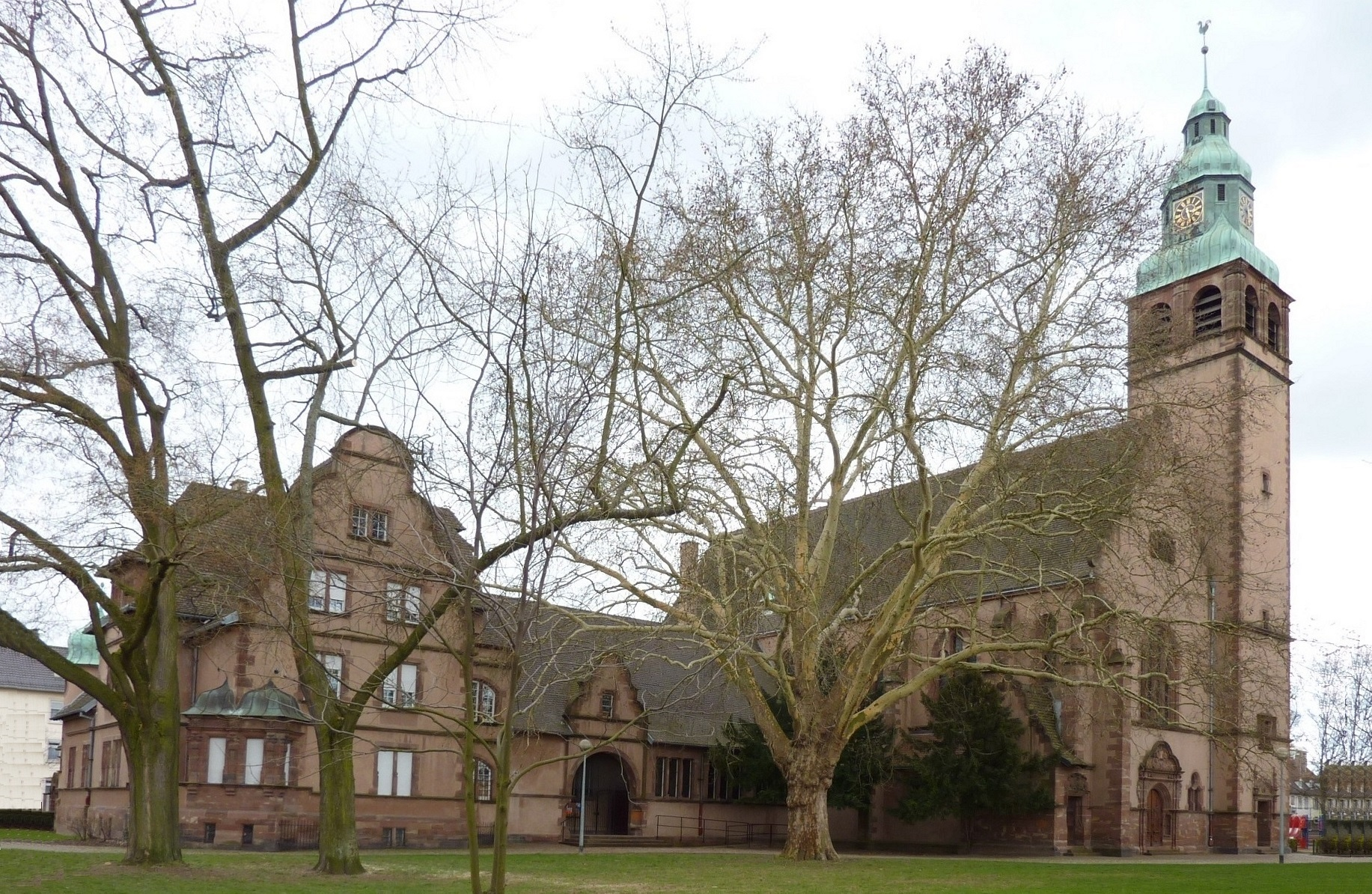
Erlöserkirche mit Pfarrhaus

Die Erlöserkirche (französisch: Église Saint-Sauveur) ist ein evangelisch-lutherisches Kirchengebäude innerhalb der Protestantischen Kirche Augsburgischen Bekenntnisses von Elsass und Lothringen im Stadtteil Cronenbourg (vormals Kronenburg) von Straßburg.

## Beschreibung
Die Kirche und das angeschlossene Pfarrhaus wurden 1904 bis 1906 von Gustav Oberthür (auch Gustave Oberthur geschrieben) im Neorenaissancestil erbaut und 1907 eingeweiht. Die Kirche weist sowohl außen als auch innen eine reiche Verzierung auf: aufwendig gestaltete Portale, Fresken, Radleuchter, Buntglasfenster, die sie zu einer gelungenen Schöpfung des sakralen Historismus im Elsass machen. Auffallend an der Ausstattung ist ferner die programmatische Galerie von Porträts bedeutender Vertreter der Reformation, denen jeweils ein Glasfenster im Kirchenschiff gewidmet ist: Luther, Bucer, Calvin, Melanchthon, Zwingli.
Der Innenraum der Kirche wurde 1988 bis 1996 restauriert.

### Orgel

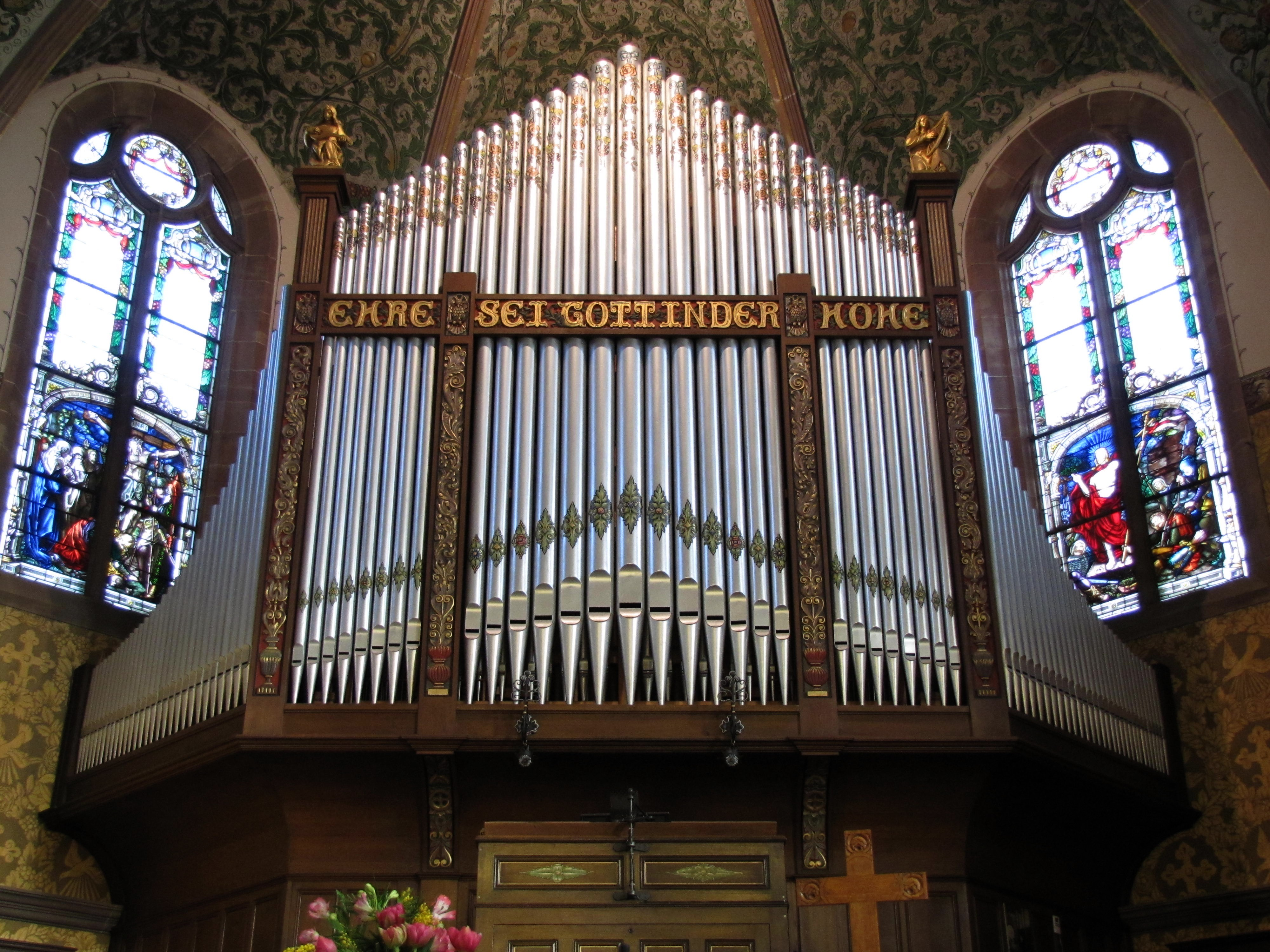
Dalstein-Haerpfer-Orgel

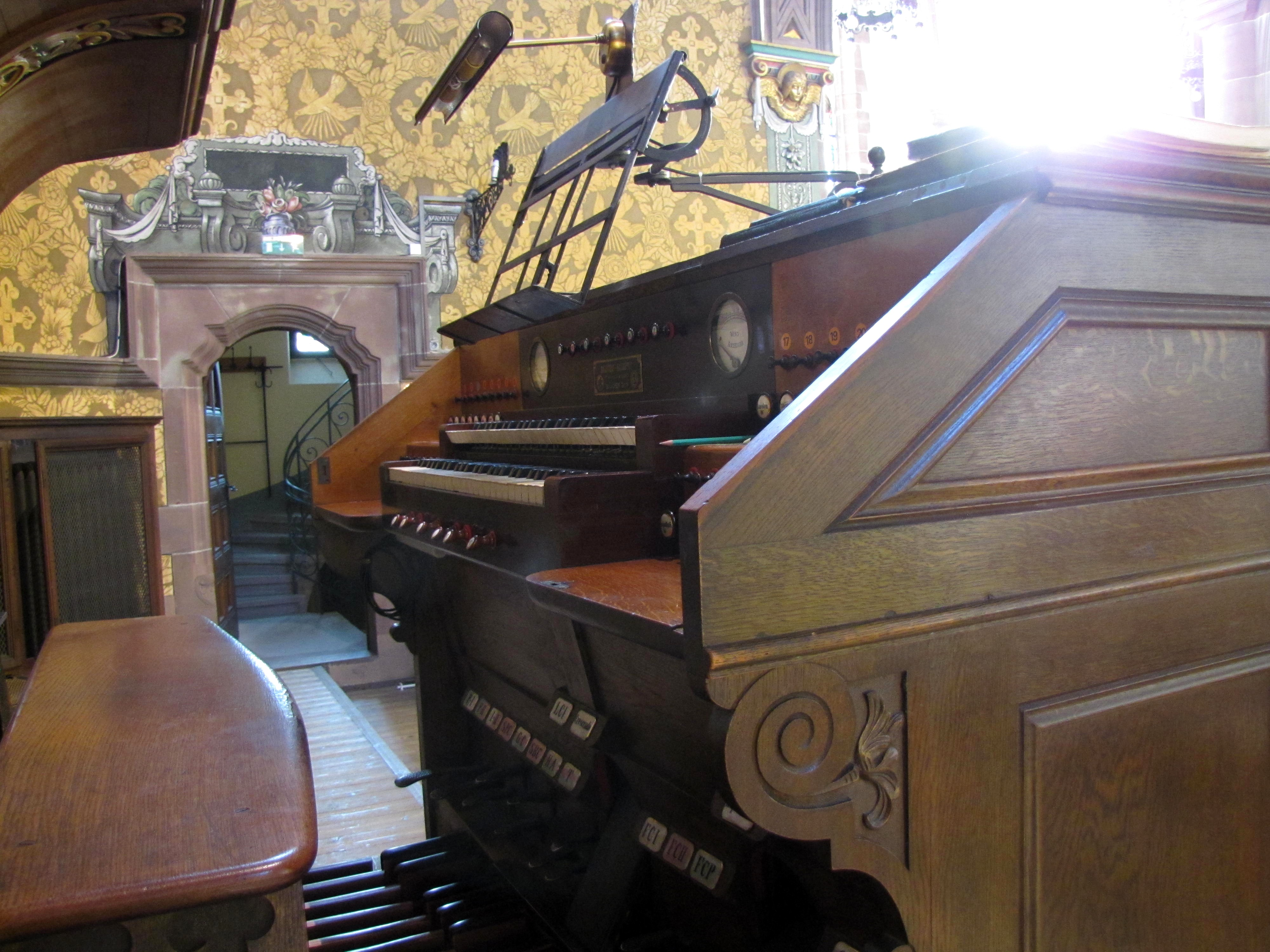
Spieltisch der Orgel

In der Erlöserkirche befindet sich eine Orgel, die wie mehrere andere Instrumente in Straßburg vom Haus Dalstein-Haerpfer nach Vorgaben von Albert Schweitzer gebaut wurde. Das seit 1981 als Monument historique klassifizierte Instrument wurde in den 1930er Jahren vom Erbauer Frédéric Haerpfer und in den 1960er Jahren von Ernest Muhleisen leicht verändert, 1986 jedoch nach neunmonatiger Restaurierung wieder in seinen Ursprungszustand von 1907 versetzt.
Disposition 2013:
| I Grand-Orgue C–g3    |     |
| Bourdon               | 16′ |
| Principal             | 08′ |
| Bourdon               | 08′ |
| Flûte                 | 08′ |
| Salicional            | 08′ |
| Gambe                 | 08′ |
| Octave                | 04′ |
| Flûte ouverte         | 04′ |
| Doublette             | 02′ |
| Mixture-Cornet III–IV |     |
| Trompette harmonique  | 08′ |
| Combinaison libre I   |     |

| II Récit C–g3        |     |
| Salicional           | 16′ |
| Geigenprincipal      | 08′ |
| Bourdon              | 08′ |
| Gambe                | 08′ |
| Aeoline              | 08′ |
| Voix céleste         | 08′ |
| Flûte traversière    | 04′ |
| Fugara               | 04′ |
| Waldfloete           | 02′ |
| Mixture III–IV       |     |
| Basson               | 16′ |
| Trompette            | 08′ |
| Basson-Hautbois      | 08′ |
| Clairon              | 04′ |
| Combinaison libre II |     |

| Pedal C–f1              |     |
| Principal               | 16′ |
| Contrebasse             | 16′ |
| Soubasse (Expressif)    | 16′ |
| Octavebasse             | 08′ |
| Violoncelle (Expressif) | 08′ |
| Prestant                | 04′ |
| Posaune                 | 16′ |

- Koppeln:  I/I, II/I, II/II 16′, II/II 4′, I/P, II/P.
- Combinaison fixe Tutti
- Crescendo
- Accouplement général
- Combinaison libre générale
- Annulateur registration manuelle

### Videografie der Orgel
- Kirchenmusikdirektor Thomas Schmidt (Neuwied) spielt Jesu, meine Freude (BWV 610) von Johann Sebastian Bach.[3]

## Ansichten

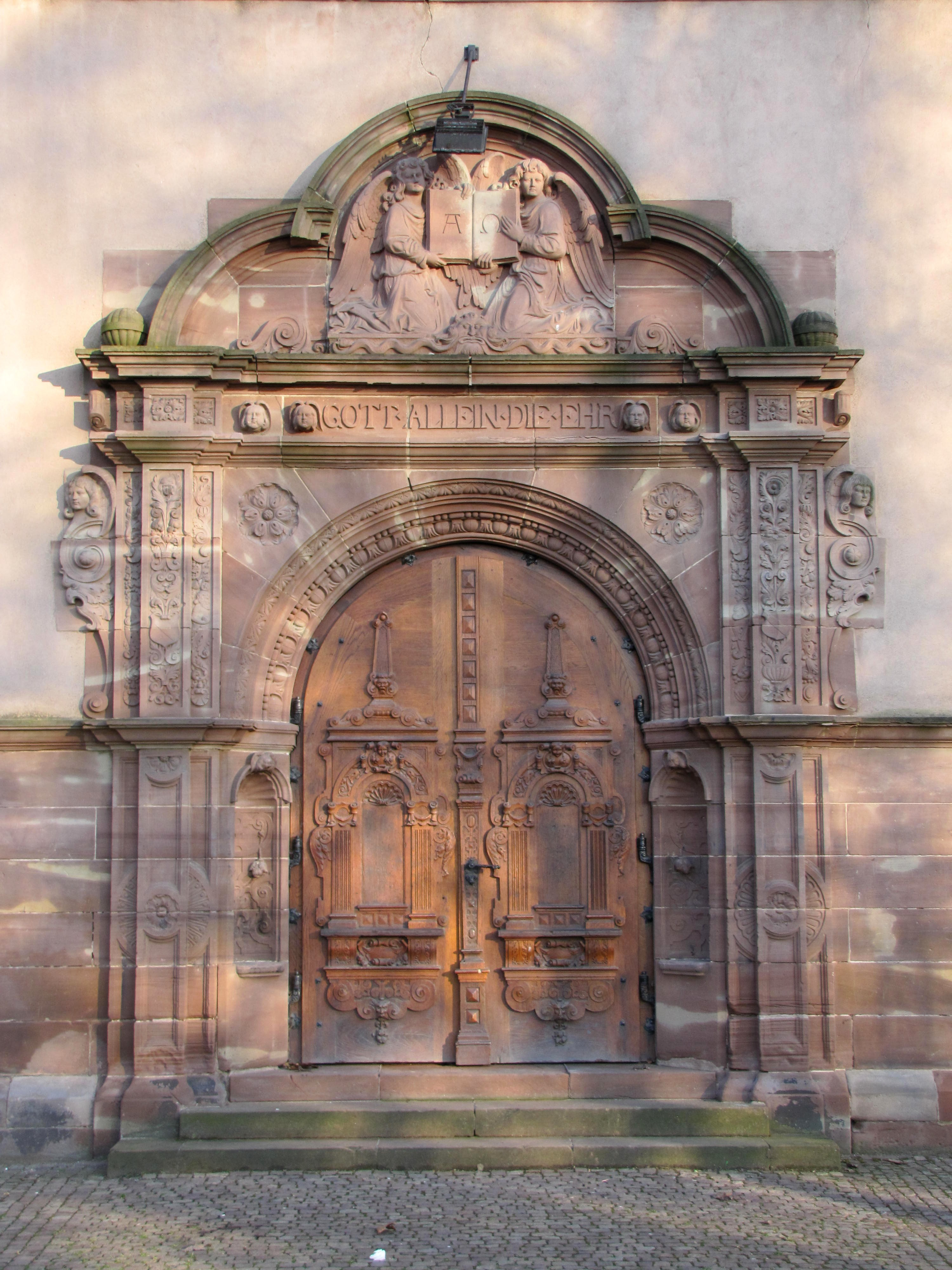
Hauptportal
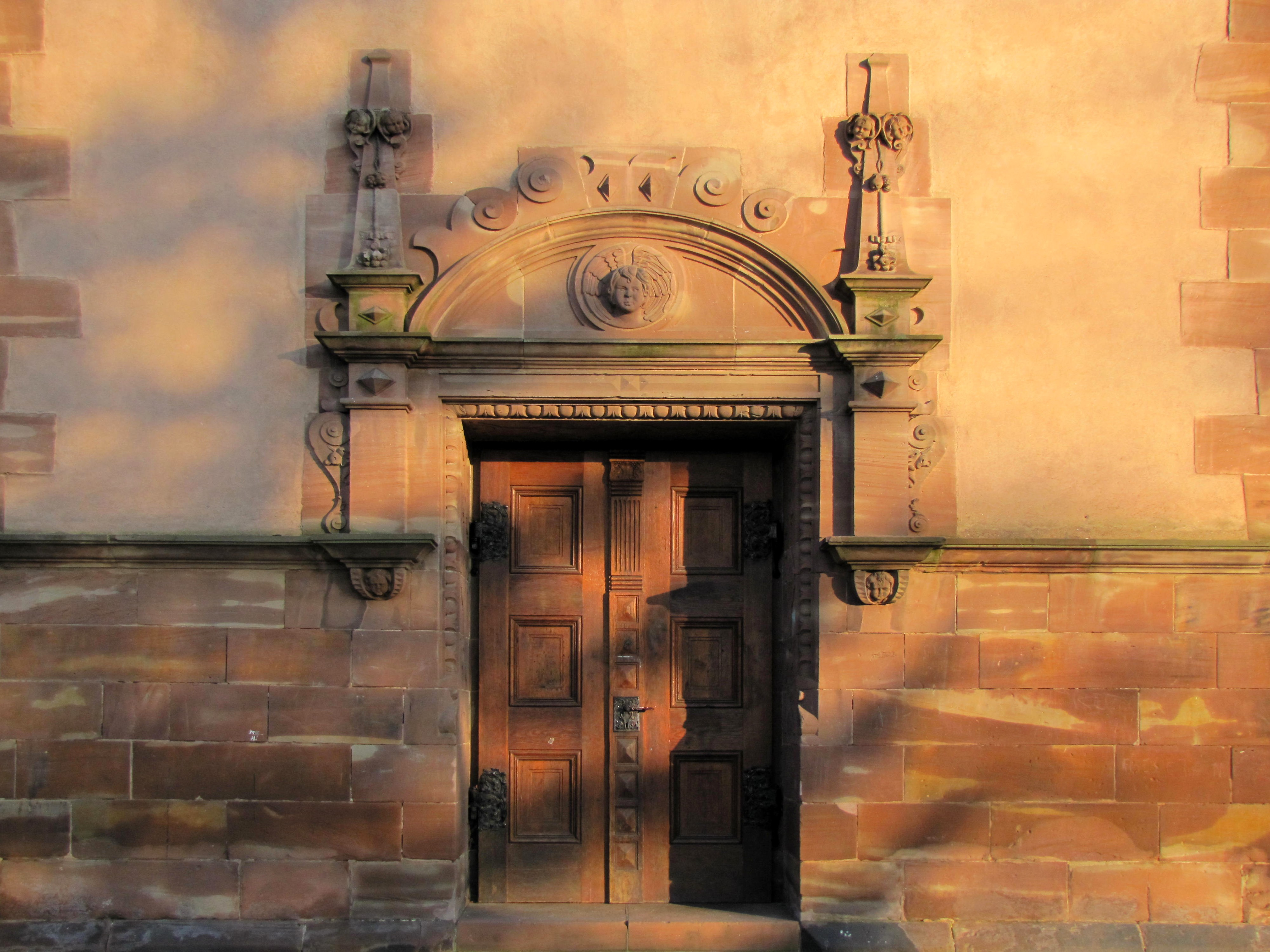
Seitliches Portal
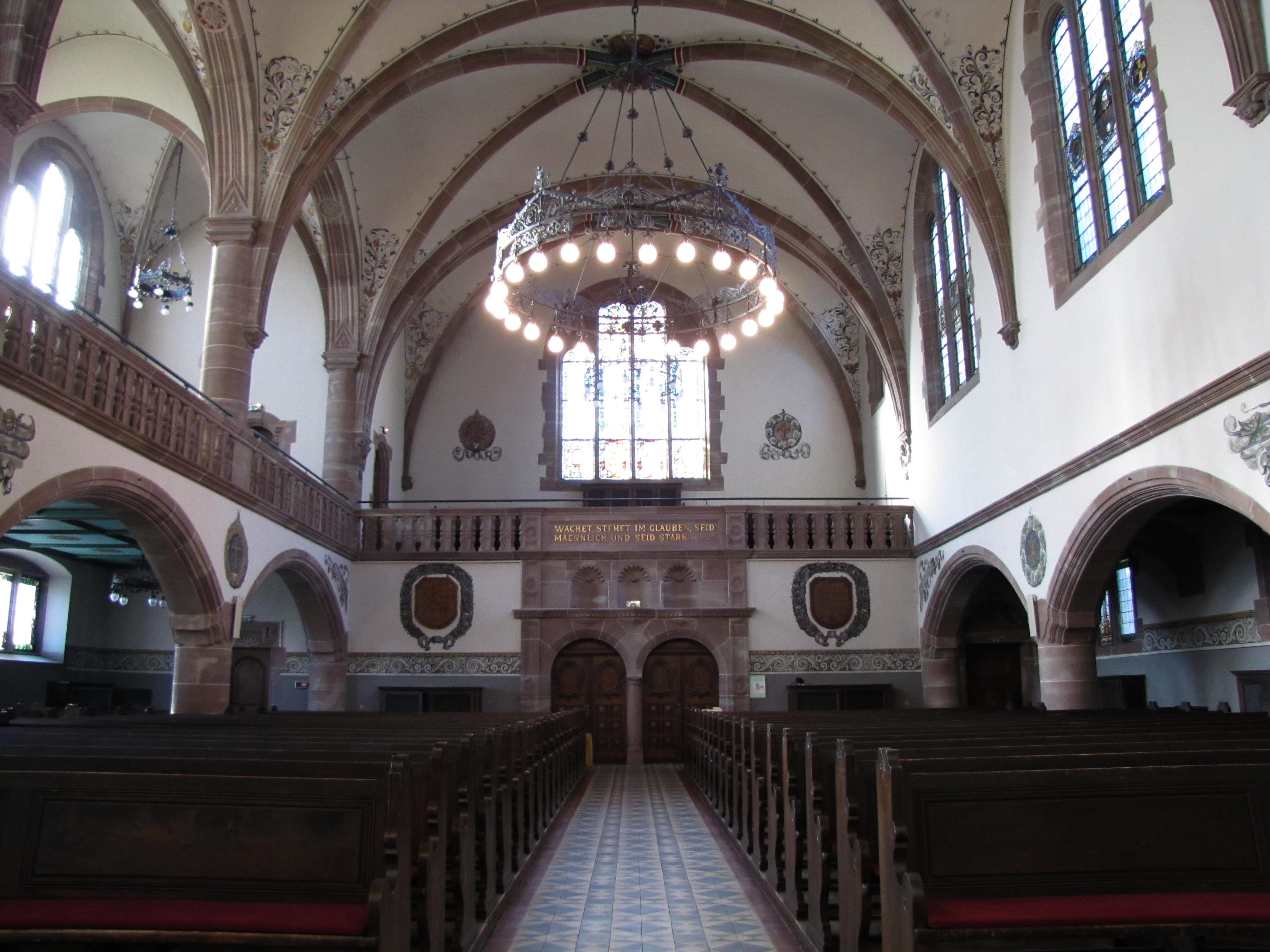
Kirchenschiff, Blick nach Westen
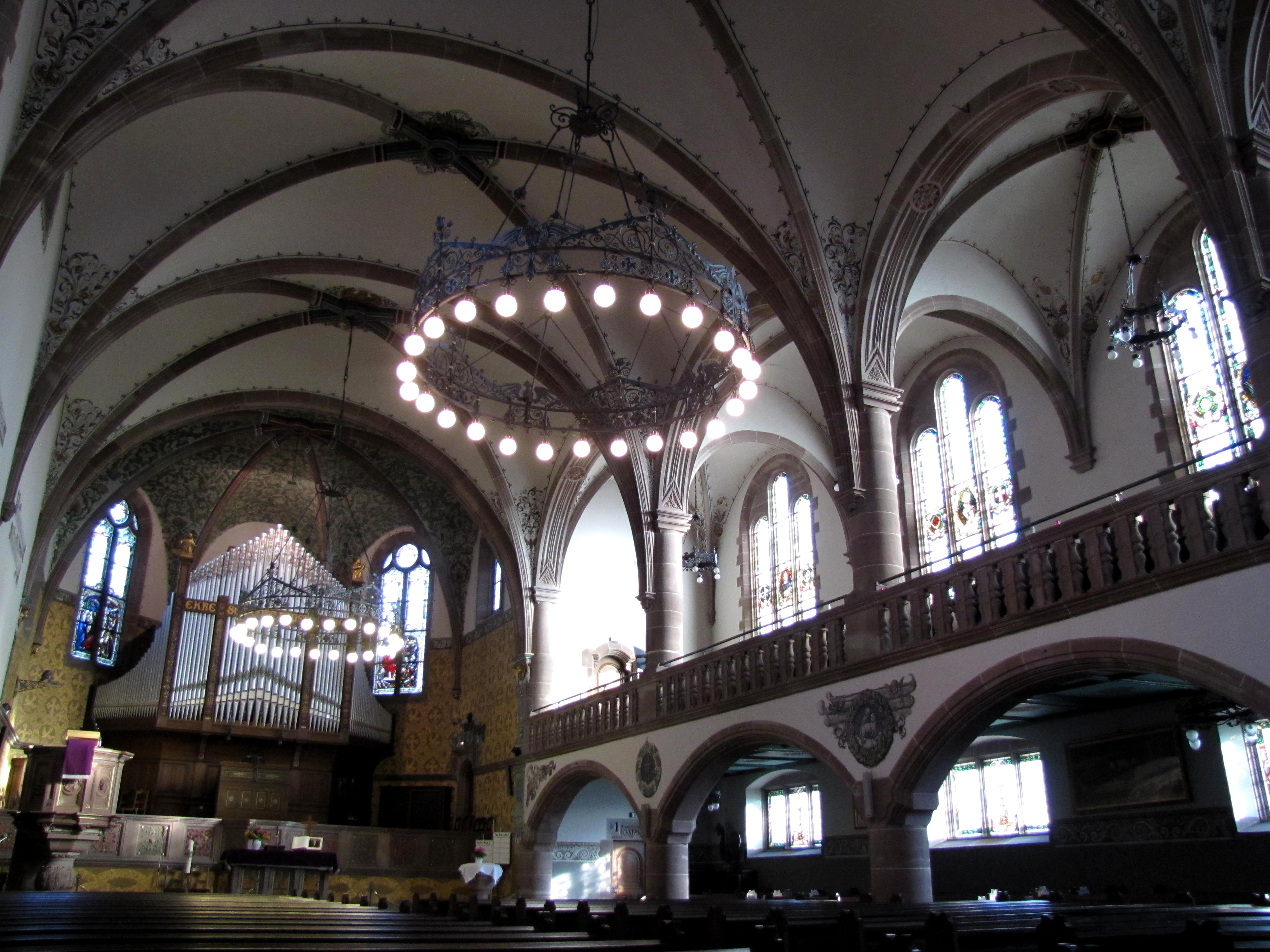
Kirchenschiff, Blick nach Osten
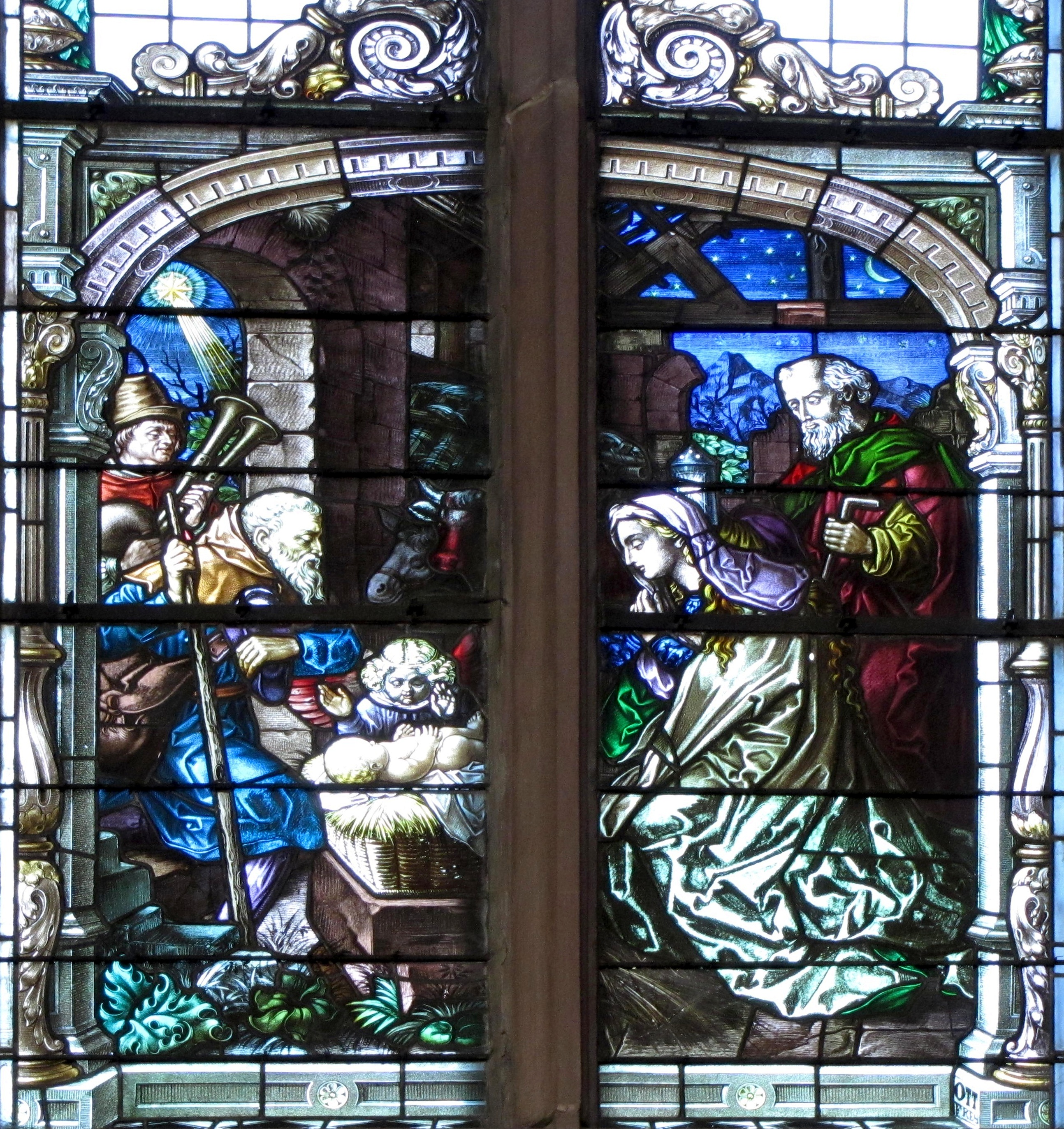
„Anbetung der Hirten“, Fenster im Neorenaissancestil
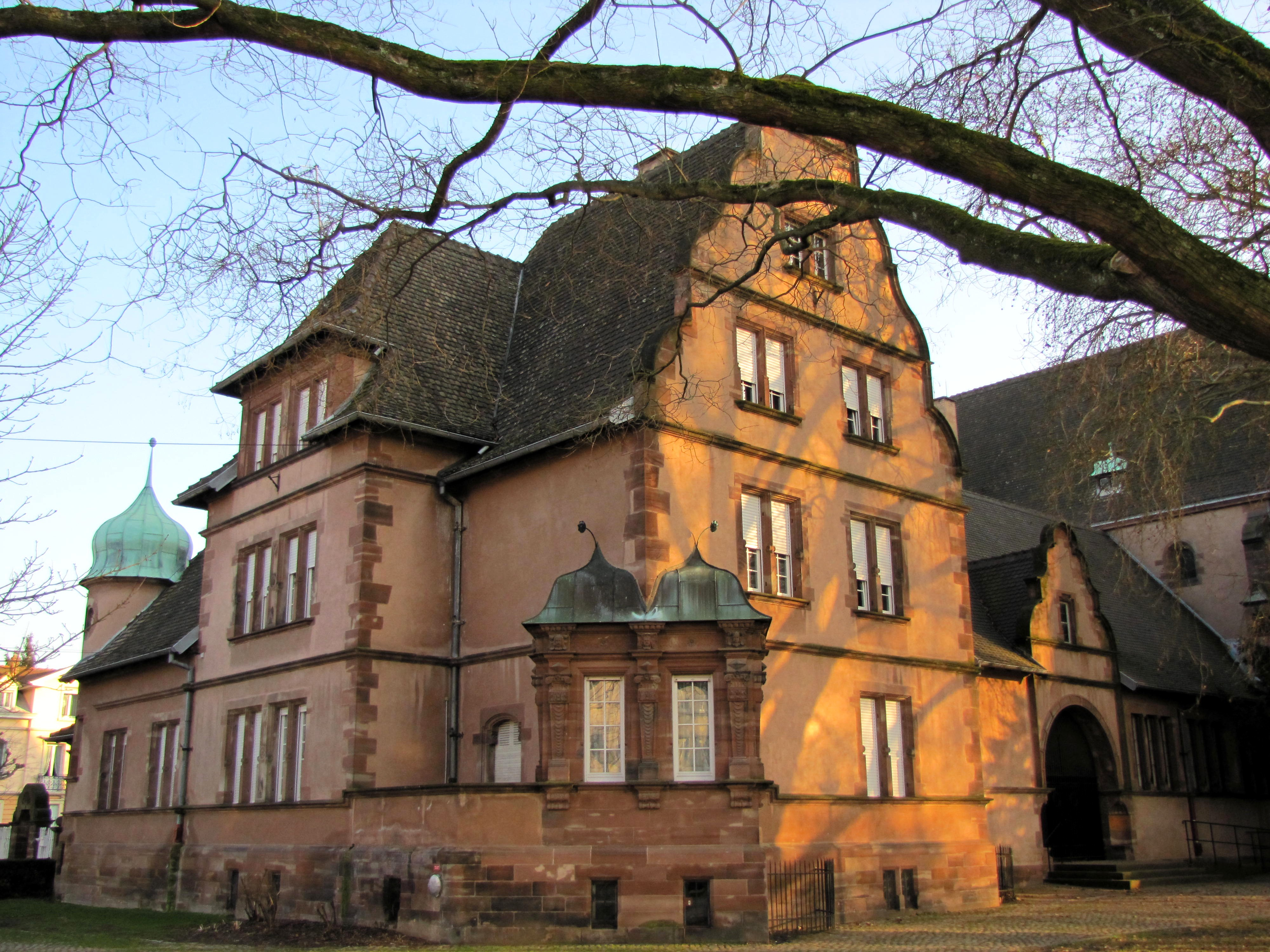
Pfarrhaus